# Anne Bonny
Anne Bonny, nacida como Anne Cormac, también conocida por su diminutivo Boon (Condado de Cork, Irlanda, 8 de marzo de 1702- 22 de abril de 1782), fue una pirata irlandesa que operó en el Caribe durante los primeros años del siglo XVIII y una de las mujeres piratas más famosas de todos los tiempos. Junto a su compañera, Mary Read, fue juzgada y declarada culpable en la época de la edad de oro de la piratería. Lo poco que se conoce sobre su historia es a partir de la obra del Capitán Charles Johnson, un estudioso de la piratería contemporáneo a Bonny y autor de la obra Historia general de los robos y asesinatos de los más famosos piratas ("A General History of the Robberies and Murders of the Most Notorious Pyrates") en el año 1724.

## Biografía

### Nacimiento e infancia
Anne Bonny nació en una población cercana a Cork, en Irlanda, en 1698. Era hija ilegítima del abogado William Cormac y de la criada de su esposa, Mary Brennan. Los registros oficiales y las cartas contemporáneas que tratan sobre su vida son escasos y la información más moderna proviene de la Historia general de los piratas de Charles Johnson (una colección de biografías de piratas altamente especulativa).
El padre de Bonny, William Cormac, se mudó a Londres para alejarse de la familia de su esposa y comenzó a vestir a su hija, de cabellos pelirrojos, como un niño y llamándole "Andy". Cuando la esposa de Cormac descubrió que William había admitido a la hija ilegítima y la estaba criando, ella dejó de darle una asignación. Cormac se trasladó a la Provincia de Carolina junto a su antigua sirvienta, la madre de Bonny. El padre de Bonny abandonó el prefijo original "Mc" de su apellido para integrarse más fácilmente en la ciudad de Charles Town. Al principio, la familia tuvo un comienzo difícil en su nuevo hogar, pero el conocimiento de Cormac de las leyes y la capacidad para comprar y vender bienes permitió que pronto financiara una casa y finalmente comprara una plantación fuera de la ciudad. La madre de Bonny murió de fiebre tifoidea cuando ella tenía 13 años. Su padre intentó establecerse como abogado, pero no lo logró. Finalmente, se dedicó al comercio y acumuló una fortuna sustancial.

### Adolescencia y juventud
La habilidad de su padre con los negocios permitió a Anne Bonny vivir una niñez y adolescencia alejada de la pobreza y tener un buen nivel educativo. Se la describe por otro lado con un carácter rebelde y se cuenta que a los 13 años apuñaló supuestamente a una sirvienta con un cuchillo.

### Matrimonio e independencia
Su padre la prometió a un hombre local, pero Anne se resistió. En cambio, en 1718 se casó con el marinero James Bonny, con quien viajó a la isla de Nueva Providencia en las Bahamas. Bonny al parecer ambicionaba apropiarse de la fortuna del padre de Anne, pero éste la repudió y disconforme con el matrimonio de su hija la echó de casa. Hay rumores de que Bonny prendió fuego a la plantación del padre de Anne en represalia, pero no hay constancia de que esto fuera así. Se sabe en todo caso que en algún momento entre 1714 y 1718 ella y James Bonny se mudaron a Nueva Providencia (actualmente Nasáu), en las Bahamas, conocida por los piratas ingleses como la autoproclamada República pirata. Muchos de sus habitantes habían recibido un Perdón del Rey o bien eludieron la ley. También se ha registrado que después de la llegada del gobernador Woodes Rogers en el verano de 1718, James Bonny se convirtió en un informante del gobernador e informaría sobre los piratas del área. A Anne no le gustaba el trabajo que su esposo hacía para el gobernador Rogers.

### Relación con Jack Rackham y primeros contactos con la piratería

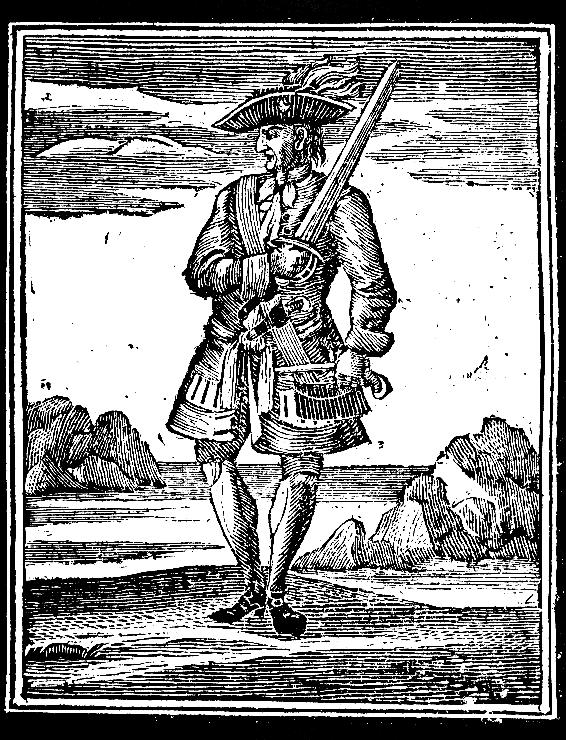
Jack Rackham.

Mientras se encontraba en las Bahamas, Anne Bonny comenzó a mezclarse con piratas en las tabernas locales. Allí conoció al pirata Jack Rackham, apodado "Calico Jack", con quien inició una relación. Éste había sido intendente a bordo del "Ranger", bergantín de Charles Vane, uno de los piratas más conocidos de la zona, antes de deponerle y acabar ocupando su lugar como capitán.
Rackham ofreció dinero al esposo de Anne, James Bonny, a cambio del divorcio, pero éste se negó. Anne y Rackham escaparon de la isla juntos y en agosto de 1720 Anne Bonny abandonó a su esposo y ayudó a Rackham a comandar el balandro William del puerto de Nasáu en Nueva Providencia. Rackham optó por llevarla con él, algo muy inusual, puesto que las mujeres eran consideradas mala suerte a bordo de los barcos. Según las historias apócrifas destacaba por su bravura, y en su juventud había golpeado de manera tan fuerte a un hombre que intentó violarla, que éste fue hospitalizado.

### Viajes, fortuna y el encuentro con Mary Read
Bonny se convirtió en miembro de la tripulación de Rackham y se disfrazaba de hombre durante los abordajes. Junto con una docena más de hombres, la pareja comenzó a piratear buques mercantes a lo largo de la costa de la Jamaica británica. Bonny participaba en los combates junto a los hombres y los escritos sobre sus hazañas la presentan como competente, efectiva en combate y respetada por sus compañeros de barco. El gobernador Rogers la mencionó en una circular publicada en The Boston News-Letter, como uno de los "piratas buscados". Aunque Bonny fue reconocida históricamente como una pirata caribeña, nunca comandó un barco propio.
Hay diferentes narraciones sobre cuándo su compatriota Mary Read, que también ha pasado a la historia como una de las pocas mujeres piratas del siglo XVIII con Anne, se unió a la tripulación. Algunos afirman que Read había servido como mercenaria disfrazada de hombre y se encontraba entre los secuestradores originales del William, mientras que otros afirman que estaba a bordo de un barco mercante holandés capturado por la tripulación de Rackham.

Según una narración, Anne quedó embarazada y Rackam la llevó a la isla de Cuba, donde tuvo un hijo. Versiones diferentes apuntan que lo dejaron con su familia o simplemente que lo abandonaron. Bonny continuó la vida de pirata, se divorció de su marido y se casó con Rackham.  

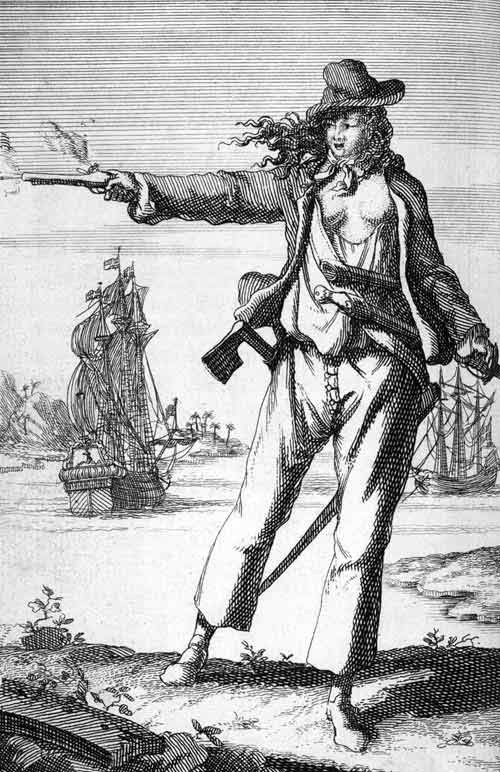
Anne Bonny.

### Arresto y condena
Rodeados de cazapiratas y patrullas de la armada real, en octubre de 1720 un navío dirigido por el comandante Jonathan Barnet a las órdenes del gobernador de Jamaica puso fin a sus días de piratería.
La captura del barco de Rackham fue tarea sencilla, pues la mayoría de los tripulantes, poco precavidos, estaban ebrios y apenas opusieron resistencia. De hecho, la leyenda cuenta que las dos mujeres fueron las últimas en caer y las únicas que permanecieron en cubierta luchando hasta que fueron capturadas por la fuerza.
Rackham y su tripulación fueron llevados a Jamaica, donde fueron condenados y sentenciados por el gobernador Lawes para ser ahorcados. Según Johnson, las últimas palabras de Bonny al encarcelado Rackham fueron: "Si hubieses luchado como un hombre, no serías ahora ahorcado como un perro".
Anne y Mary fueron juzgadas el 15 de noviembre de 1720. También fueron declaradas culpables, pero se libraron de la pena de muerte apelando a la ley inglesa que impedía la ejecución de una mujer embarazada. Permanecieron presas y Mary murió a causa probablemente de las fiebres del parto. Anne permaneció en prisión hasta que dio a luz. Solo se sabe que no fue ejecutada, pero no existe un registro histórico de la liberación de Bonny ni de su ejecución, lo que ha alimentado la especulación de que su padre la liberó utilizando sus influencias.
Un artículo publicado en 2015, titulado Anne Bonny: Irish American Pirate, asegura que tras su liberación regresó a Carolina del Sur, donde se casó y formó una familia. Algunos rumores dicen que Bonny murió en prisión, mientras que otros especulan que escapó de la prisión y volvió a su vida de pirata. Aunque no hay una versión oficial de la muerte de Bonny, algunos historiadores han afirmado que Bonny murió en algún momento en abril de 1782 en Carolina del Sur.

## Reivindicación por el movimiento gay

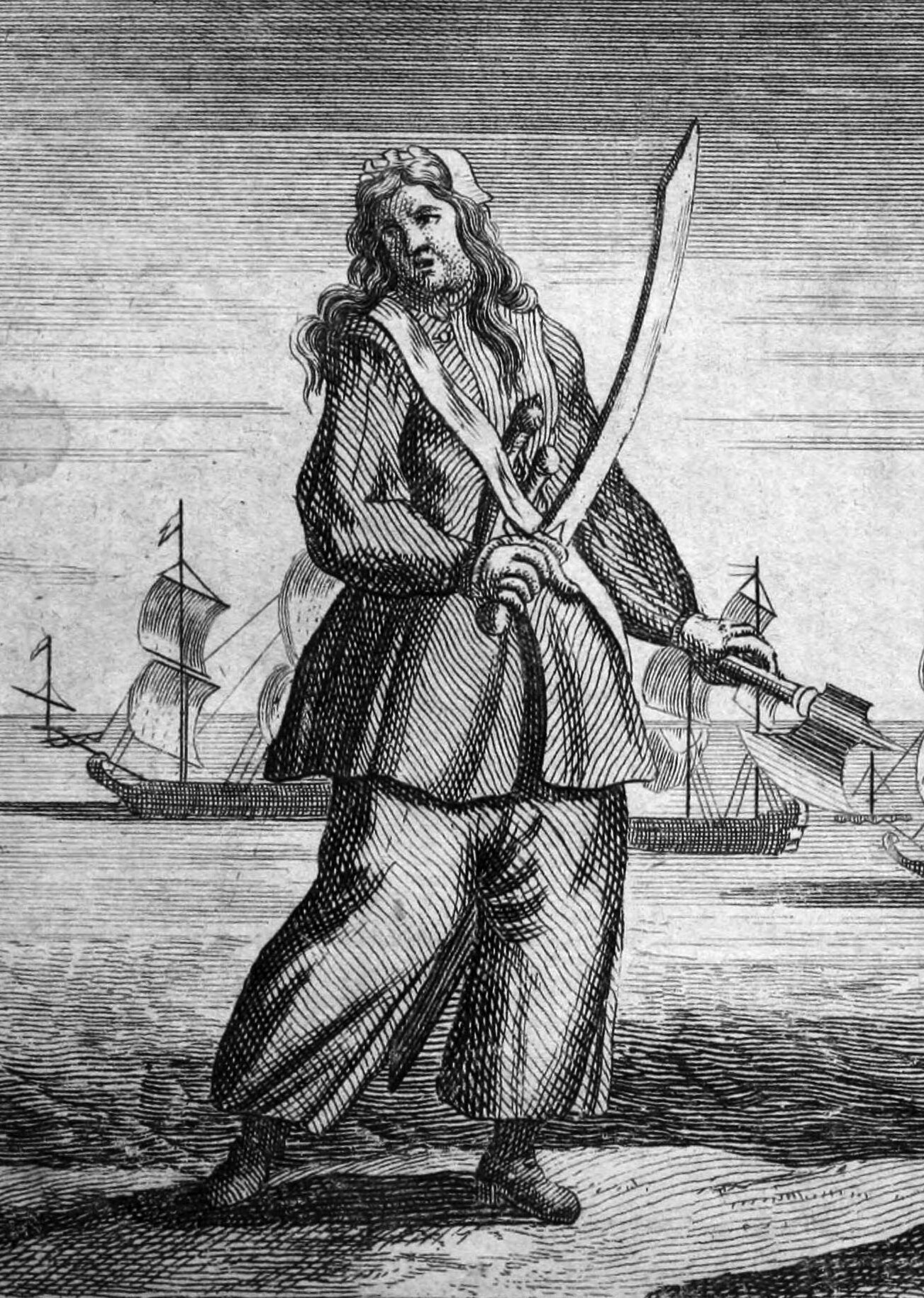
Dibujo de Anne Bonny

La historia de Anne Bonny vestida de hombre y la de su amiga Mary Read ha sido reivindicada por el movimiento gay como una relación lésbica, aunque no existen pruebas de tal hipótesis, dado que muchas teorías abarcan que tuvieron parejas hombre y tanto Mary como Anne se han considerado mujeres asexuales o bisexuales dependiendo de la personalidad que se les ha marcado en la cultura popular y novelas. El 25 de julio de 1978 se estrenó en Londres la obra de Steve Gooch The Women-Pirates, Ann Bonney y Mary Read en el Aldwych Theatre, interpretada por la Royal Shakespeare Company. La obra (que ganó el premio Thames Television) utilizó, según la crítica, una emocionante mezcla de política feminista y aventuras, basada en las hazañas rebeldes de sus heroínas de la vida real.

## En la ficción

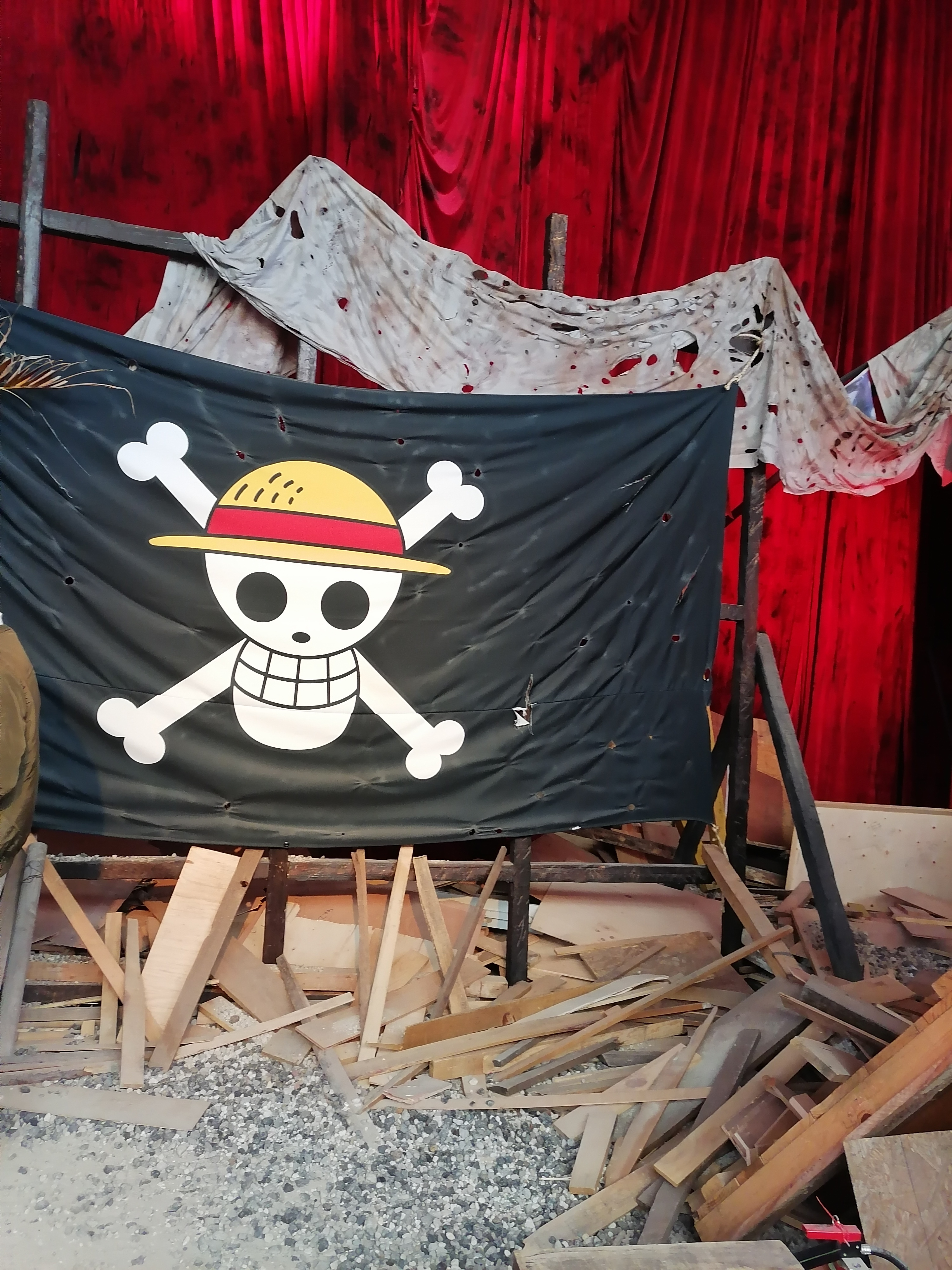

- En el año 2001 se estrenó la película animada Die Abrafaxe - Unter Schwarzer Flagge (La Leyenda del Pirata Barbanegra en España) donde aparece su personaje como uno de los protagonistas, con la voz de la cantante alemana Nena.
- En el año 2003 se publicó la novela de Zoé Valdés Lobas de Mar, que recrea la posible trayectoria vital de Mary Read, Anne Bonny y Jack Rackham.
- En el año 2007 sale la película 11 de la saga de Detective Conan, llamada La bandera pirata en el vasto océano, en la que aparecen Anne Bonny y Mary Read.
- En el año 2013 Bonny aparece en el videojuego Assassin's Creed IV: Black Flag, como un personaje de la historia.
- En enero de 2014 su personaje, interpretado por la actriz y modelo Clara Paget, forma parte de la serie basada en piratas Black Sails.
- En el manga y anime japonés One Piece, se basaron en su nombre para crear a la pirata Jewelry Bonney.
- En el juego Fate/Grand Order, basado en la franquicia Fate/Stay Night, es uno de los servants de 4 estrellas clase rider, junto a su compañera Mary Read.
- En la novela erótica ¡Sí, mi capitana! (Café con Leche, 2016), de Diana Gutiérrez, es la capitana de un barco pirata denominado el Vanidoso, junto a Jack Rackham. Ambos toman como rehén a la joven y culta Mary Read para que interprete unos escritos y descifre el paradero de un monstruo marino. La novela se basa libremente en la historia de Anne Bonny y Mary Read.
- En el videojuego Uncharted 4 se hacen referencias a ella como fundadora de Libertalia, una utopía pirata junto con Thomas Tew, Henry Avery y otros nueve piratas.
- La segunda canción del tercer álbum de estudio, titulado Government Plates, de la banda experimental estadounidense Death Grips lleva su nombre.
- En diciembre de 2019 se publica la novela De viento y sal, de la escritora Clara S. Mendívil, inspirada en la vida de la pirata, y donde Bonny es el personaje principal de la historia.
- Aparece nombrada también en el cuento La viuda Ching, pirata, de Jorge Luis Borges, que forma parte de la colección de la Historia Universal de la infamia (1935)
- También es nombrada y hace una breve aparición en una de las etapas de la historia "Capitana Rompecorazones" en el juego móvil "Time Princess"